# Chrysocraspeda leighata
Chrysocraspeda leighata là một loài bướm đêm trong họ Geometridae.